# Naum de Preslav
San Naum de Preslav (búlgaro: Свети Наум Преславски) (o también conocido como San Naum de Ohrid) (ca. 830 - 23 de diciembre de 910) fue un erudito, escritor y maestro búlgaro. La información sobre su vida antes de su regreso de la Gran Moravia al imperio búlgaro es escasa. Según la hagiografía de San Cirilo y San Metodio por San Clemente de Ohrid, Naum tomó parte en su misión a la Gran Moravia y en 867 o 868 se convirtió en sacerdote en Roma.
En 885, Naum fue expulsado de la Gran Moravia, después de pasar allí algún tiempo en prisión por su resistencia al clero alemán. Al año siguiente, llegó Naum a Pliska junto con Clemente de Ohrid, Angelarius y tal vez Gorazd (según otras fuentes, Gorazd ya estaba muerto para entonces).
Naum fue uno de los fundadores de la Escuela Literaria de Pliska (más tarde sería la Escuela literaria de Preslav) donde trabajó entre 886 y 893. Después que Clemente fuera ordenado obispo de Drembica (Velika) en 893, Naum continuó el trabajo de Clemente en la Escuela literaria de Ohrid. En 905, Naum fundó en el lago Ohrid un monasterio que más tarde recibió su nombre.